# ولیکه لیپلینه
ولیکه لیپلینه (اسلوونیایی: Velike Lipljene) یک زیستگاه انسانی در اسلوونی است که در Grosuplje Municipality واقع شده‌است.

## خصوصیات
ولیکه لیپلینه ۲٫۸ کیلومترمربع مساحت و ۱۱۴ نفر جمعیت دارد و ۴۸۵٫۴ متر بالاتر از سطح دریا واقع شده‌است.